# Dendrobium macrostachyum
Dendrobium macrostachyum är en orkidéart som beskrevs av John Lindley. Dendrobium macrostachyum ingår i släktet Dendrobium, och familjen orkidéer. Inga underarter finns listade i Catalogue of Life.